# هانا کنیازیوا-میننکو
هانا کنیازیوا-میننکو (اوکراینی: Ганна Князєва-Міненко؛ زادهٔ ۲۵ سپتامبر ۱۹۸۹) ورزشکار پرش سه‌گام و پرش طول اوکراینی‌تبار اهل اسرائیل است.
وی در مسابقات کشوری و بین‌المللی در مجموع برندهٔ ۲ مدال نقره، ۲ مدال برنز شده‌است.